# Camille Metenett
Pour les articles homonymes, voir Mettenet.
Jean Camille Metenett, né le 17 septembre 1835 à Sarrebruck et mort le 16 mars 1899 à Raon-l'Étape, a été un des plus importants papetiers français. Il est médaille d'or à l'exposition universelle de 1900 à Paris.

## Biographie
Son père est issu d'une famille du Val de Villé en Alsace, sa mère est la belle-sœur des Bichelberg par son premier mariage. Camille Metenett (1835-1899) est le neveu de Jean-Baptiste Bichelberger. Sa mère Charlotte Pierron est la fille du premier mariage de Marguerite Edel, la mère de Jean-Baptiste Bichelberger. Charlotte a passé son enfance avec son demi-frère, plus jeune qu’elle de 10 ans, jusqu’à son mariage avec Jean Georges Metenett dont elle a eu quatre enfants. Camille est l’aîné ; il n’avait que 15 ans à la mort de son père. Il entre dans l’industrie du papier en 1850. Après dix huit mois d’apprentissage chez son oncle Jean-Baptiste Bichelberger qui l’accueille chez lui à Nancy en 1852 et lui apprend le métier de papetier. Ce dernier l’envoie à la papeterie d’Étival pour y tenir la comptabilité et pour qu’il se familiarise avec le fonctionnement d’une papeterie. Jean Camille et son frère cadet Eugène y sont employés par leur oncle Jean-Baptiste Bichelberger, qui est le directeur de la papeterie en 1860. Sa mère le rejoint à Étival après son deuxième veuvage (elle s’appelle désormais veuve Schmitt) avec ses trois autres enfants. Camille exerce d’abord des fonctions de comptable puis dirige la papeterie d’Étival qui encore située dans le convent d'Étival. Il est associé aux travaux de construction de la nouvelle papeterie de Clairefontaine mieux positionnée et approvisionnée en eau au bord du nouveau canal (emplacement actuelle). Camille se marie à Raon-l’Étape, le 18 janvier 1860 avec Marie Anna Clémence Husson, fille d’un marchand-quincailler de la ville. Camille Metenett quitte Étival en 1863 pour travailler à Raon-l’Étape, comme marchand quincailler comme son beau-père. Il part ensuite à Anould, où il est directeur des papeteries du Souche en 1869. En 1879, au décès de son beau-père, il est directeur de la papeterie de Bex dans le pays de Vaud en Suisse. Camille Metenett se forme à la fabrication du papier puis s’y consacre entièrement à partir de 1875. Il a eu une fille qui a épousé le 12 novembre 1883, Xavier Schwindenhammer. André François Xavier Schwindenhammer, fabricant de papier à Turckheim, fils lui-même d'une grande famille de fabricant de papier à Turckheim. Des liens étaient ainsi créés avec l’Alsace, pourtant annexée à l’Empire allemand. Camille Metenett,né à Sarrebruck, dont le père était alsacien, pouvait envisager facilement une telle alliance. À sa mort, le 16 mars 1899, à l’âge de 63 ans, il est enterré au cimetière de La Neuville-lès-Raon. 
Sa fille a reçu la légion d'honneur pour l'aide apportée aux soldats français pendant le 1re guerre mondiale. Son mari, Xavier Schwindenhammer l'ayant refusé à la suite d'une condamnation de la papeterie quelques années auparavant pour une pollution involontaire de la Meurthe. Ils avaient transformé des halles de l'usine en hôpital de campagne pour l'armée française. 

## Les Papeteries du Souche
Camille Metenett est à l'origine de la construction et du démarrage des Papeteries du Souche en 1869 pour le compte de tiers.

## Papeterie Metenett &Cie
Jean-Baptiste Bichelberger est mort depuis trois ans et les Papeteries de Clairefontaine sont dirigées par Paul Bichelberger, son fils et Émile Champon, son gendre. C’est le moment que choisit Camille Metenett pour revenir dans les Vosges, après le décès son beau-père, Jean-Baptiste Charles François Husson, le 2 juillet 1879. Camille Metenett décide de créer, en 1879 à son retour de Suisse, sa propre papeterie à Raon-l'Étape. Il profite du déclin du flottage du bois. La papeterie Metenett à La Neuveville-lès-Raon (Vosges) est fondée dès 1880 en  aval du port d'empaquetage. La papeterie de La Neuveville est la dernière créée dans la vallée de la Meurthe.  Une année plus tard, il constitue la société Metenett et Cie, le 9 novembre 1880, avec pour objectif la construction d’une papeterie et son exploitation, la fabrication de pâte cellulosique et de pâte de paille ainsi que d’autres succédanés de chiffons, à La Neuveville (aujourd’hui Raon-l’Étape). Il achète des terrains sur la rive gauche de la Meurthe, depuis le barrage du port d’empaquetage jusqu’au confluent du ruisseau de Grandrupt et négocie avec l’administration pour aménager un canal d’amenée pour son usine ; le décret du 19 mai 1882 l’autorise à utiliser la force de l’eau de la Meurthe pour son entreprise. Des dispositions sont prises pour faciliter le flottage ; il s’engage à restaurer le barrage mobile pour assurer les grandes eaux pour le flottage. Comme l’avait fait son oncle, il s’était assuré de plus du tiers des actions de sa société afin d’avoir des marges de manœuvre. Celle-ci reçoit une médaille d’or à l’Exposition universelle de Paris de 1900 pour la qualité de ses papiers. Il a exposé aussi l'exposition universelle de Bruxelles en 1894.
La papeterie est actionnée par une force hydraulique de 360 chevaux qui permet de fabriquer la pâte de bois mécanique nécessaire à sa production. Elle est construite tout entière en rez-de-chaussée et contenait un matériel remarquablement perfectionné. Metenett utilise dès la mise en route de l’usine, la cellulose au bisulfite. Il est un des premiers en France à se servir de cette technique de fabrication du papier pour remplacer le chiffon. La production de l’entreprise atteint sur la première machine (de 1,65 mètre de largeur) un maximum de 3 500 kg puis sur la seconde machine (de 1,30 mètre de largeur) une moyenne de 1 500 kg.
Les copeaux de bois viennent en grande partie de la scierie des Evelines située à Grange sur Vologne, appartenant à la papeterie Metenett.
Le groupe Metenett comptait dans les années 1930, en plus de La Neuveville, la papeterie du Val d'Ardiéres en Bourgogne (vendue en 1957) et la papeterie de Varangeville (54).
La fabrication

Metenett expose en 1900 à Paris une riche collection de papier couleur pour pliage et impression, des bobines de papier blanc pour journaux puis de papier bulle pour enchemisage satiné d’un seul côté.